# SIL International
SIL International (Summer Institute of Linguistics, Istituto estivo di linguistica) è un'organizzazione non governativa, di confessione cristiana evangelica che ha l'obiettivo principale di studiare, sviluppare, documentare le lingue minoritarie e di tradurre la Bibbia in queste lingue per poter diffondere il più largamente possibile il messaggio evangelico.
Inoltre fornisce risorse e ricerche attraverso Ethnologue.com.
Il SIL è un'organizzazione gemellata con Wycliffe Bible Translators, un'agenzia impegnata nella traduzione della Bibbia nelle lingue minoritarie.
La sede del SIL International è locata a Dallas, Texas.
Presente anche in America Latina, è attiva presso migliaia di comunità linguistiche del Terzo mondo, le cui lingue non sono ancora scritte.

## Storia
Il SIL International, originariamente Istituto estivo di linguistica, fu fondato nel 1934 negli Stati Uniti da William Cameron Townsend (1896-1982), precedentemente un missionario in Guatemala presso la Chiesa dei Discepoli di Cristo. La sua zona d'origine è il Middle West americano.
Iniziò come una sessione estiva di studio in Arkansas nel 1934 per formare i missionari e dar loro rudimenti di linguistica, antropologia e traduzione.
Da un nucleo originario si sono poi formati i Wycliffe Bible Translators.
Dagli anni '50 al 1987 i corsi del SIL sono stati ospitati dall'Università dell'Oklahoma a Norman. L'accordo tra l'università e il SIL venne rotto nel 1987 dopo una controversia riguardo al coinvolgimento delle attività missionarie del SIL con i governi dell'America Latina. I corsi del SIL sono ora tenuti in diverse località sparse per il mondo.

## Personale
Il personale del SIL si compone di circa 5300 membri o volontari ingaggiati presso dei progetti di sviluppo in seno a delle comunità di lingue minoritarie in giro per il mondo.
Uno dei ricercatori più celebri del SIL fu Kenneth L. Pike (1912-2000), successore di William C. Townsend (1896-1982), che è stato una delle principali figure della storia del SIL. È stato presidente del centro di ricerca nel periodo 1942-1979 e poi presidente emerito fino alla sua morte, nel 2000.
Il presidente del SIL è Carolyn P. Miller, in carica dal 1999.

## Linguistica
Sebbene abbia impiegato un grosso sforzo per studiare le minoranze linguistiche, SIL ha la tendenza di andare, a volte arbitrariamente, contro le comuni classificazioni e le consolidate teorie linguistiche (e spesso anche contro la maggior parte delle stesse comunità linguistiche) nel riconoscere lingue separate lì dove vi sono solo dialetti o varietà di una stessa lingua (questo è accaduto ad esempio per la classificazione del fiammingo e di alcuni dialetti dello svedese come lo scanico), o, viceversa, considerando in un'unica entità varietà linguistiche piuttosto diverse tra loro (come ad esempio il berbero nefusi della Tripolitania, classificato insieme a quello di Zuara ed alle parlate berbere del sud della Tunisia).
L'apporto del SIL alla linguistica si riassume essenzialmente in due punti: da una parte un censimento delle lingue del mondo (www.ethnologue.com), classificate geneticamente; dall'altra la condivisione gratuita delle informazioni raccolte anche a chi non fa parte del SIL.

## Riconoscimenti internazionali
Il SIL ha lo status di osservatore presso l'UNESCO e l'ONU e fornisce personale insegnante e materiali educativi per programmi linguistici a diverse istituzioni di studi superiori.
Negli USA, ad esempio, l'Università Biola, il Moody Bible Institute, l'Houghton College, l'Università del Nord Dakota, il Northwest Christian College, il Bryan College, l'Università del Texas ad Arlington, l'Università dell'Oregon e il Seminario Teologico di Dallas.
Altre università con i programmi SIL sono la Trinity Western University in Canada e la Charles Darwin University in Australia.
L'indirizzo della sede internazionale è:
7500 West Camp Wisdom Road
Dallas, Texas, 75236 USA

## Critiche
A una conferenza dell'Inter-American Indian Institute a Mérida, Yucatán (Messico), nel novembre 1980, alcuni delegati denunciarono il Summer Institute of Linguistics, accusandolo di usare un nome scientifico per coprire la sua missione di divulgazione della dottrina protestante e una visione capitalistica che era estranea alle tradizioni indigene.
Nel 1979, fu ufficialmente concluso l'accordo del SIL con il governo messicano, ma esso continuò ad essere attivo in quel paese. Lo stesso successe nel 1980 in Ecuador, anche se vi rimase una presenza rappresentativa. Nei primi anni '90, l'appena formata "Organization of Indigenous People of Ecuador" (CONAIE), chiese un'altra volta l'espulsione del SIL dal paese. Negli anni '80, il SIL fu espulso da Brasile, Ecuador, Messico e Panama, e sottoposto a restrizioni in Colombia e Perù. Il SIL opera in molti di questi paesi.
Il SIL è stato accusato in passato di favorire gli interessi delle multinazionali statunitensi nel mondo, in particolare nel Sud America, ovunque ci siano risorse da sfruttare. Il presidente dell'Ecuador Jaime Roldós Aguilera denunciò le relazioni esistenti fra il SIL e la potentissima famiglia Rockefeller per rubare le terre agli indigeni sudamericani e promuovere le perforazioni petrolifere.
La linguista Patience Epps accusa il SIL di funzionare come organizzazione missionaria e di mettere a rischio le lingue locali causandone la morte in Brasile.

## Risorse per il pubblico
Il SIL mette a disposizione del pubblico.
- delle risorse informatiche sullo sviluppo linguistico e l'elaborazione elettronica
- la maggior parte della sua principale opera di indicizzazione: l'Ethnologue
- dei caratteri tipografici, per esempio il Gentium ed il Doulos SIL, compatibili perfettamente con lo Unicode.

L'Ethnologue, pubblicato dal SIL, assegna un codice di tre lettere a tutte le lingue. La 14ª edizione, pubblicata nel 2000, comprende 7148 codici di lingue, che generalmente non coincidono con l'ISO 639-2.
La 15ª edizione, pubblicata nel 2005, comprende 7299 codici, questi codici aggiornati coincidono in buona parte con il nuovo ISO 639-3. Le differenze tra le due versioni sono visibili in http://www.ethnologue.com/codes.
Nel 2009 è stata pubblicata la 16ª edizione di Ethnologue, che contiene 6.909 codici. Questa edizione di Ethnologue è la seconda che utilizza lo standard ISO 639-3 per gli identificatori di lingua. In questa edizione i codici sono basati sullo standard adottato inizialmente più la serie di richieste di modifica adottate nel 2006 (pubblicate ad agosto 2007) e la serie di richieste di modifica adottate nel 2007 (pubblicate a gennaio 2008).